# Rivière Eastmain
Pour les articles homonymes, voir Eastmain.
La rivière Eastmain est un fleuve coulant dans Eeyou Istchee Baie-James (municipalité), dans la région administrative du Nord-du-Québec, au Québec (Canada). Elle prend naissance dans les monts Otish et coule d'est en ouest sur plus de 700 km. Elle draine un bassin de 46 000 km² et son débit naturel moyen était de 895 m3 s−1 avant sa dérivation vers la Grande Rivière lors de la construction du complexe hydroélectrique La Grande. À son embouchure, cette rivière mesure 2,5 km de largeur et la marée la remonte jusqu'à 27 km à l'intérieur des terres.

## Histoire
Le cours de la rivière Eastmain constituait l'ancienne frontière nord du Québec, selon un décret du gouvernement fédéral Charles Tupper en 1896, qui annexa l'Abitibi au Québec à l'époque du gouvernement Edmund James Flynn. Cette frontière disparut lors de l'annexion subséquente du reste de ce qu'on appelait le District de l'Ungava en 1912 durant le gouvernement Lomer Gouin. À noter que les frontières de l'Abitibi ont changé plusieurs fois depuis.

## Géographie
Les principaux bassins versants voisins de la rivière Eastmain sont :
- côté Nord : rivière Conn, rivière Opinaca, petite rivière Opinaca, rivière Wabamisk, rivière à l'Eau Claire (rivière Eastmain), lac Lichteneger, lac Bauerman, rivière Ross (rivière Rupert), rivière Cauouastacau, rivière Misask, lac Hecla, lac Bréhat, la Grande Rivière, rivière la Salle ;
- côté Est : lac Bréhat, rivière Saffray, lac Pluto (rivière Saffray), rivière Péribonka, rivière Otish, lac de la Pointe, lac Naococane, rivière Mouchalagane ;
- côté Sud : rivière au Mouton, rivière Pontax, rivière à l'Eau Froide, rivière Miskimatao, rivière Causabiscau, rivière Acotago, rivière Nemiscau, lac de la Marée, lac Cawachagamite, lac Comeau (rivière Rupert), rivière Tichégami, lac Baudeau, rivière Témiscamie, rivière Saffray.
- côté Ouest : baie James[3].

Partie supérieure de la rivière Eastmain (en aval du lac Bréhat) (segment de 61,5 km)
À partir de l'embouchure du lac Bréhat, le courant coule sur :
- 8,4 km vers l'Ouest en traversant quatre plans d'eau jusqu'à l'embouchure du dernier lequel reçoit la décharge (venant du Nord) d'un ensemble de lacs non identifiés ;
- 15,5 km vers l'Ouest en contournant quelques îles et formant une courbe vers le Sud, jusqu'à un coude de rivière ;
- km vers le Sud-Ouest en formant un grand S et en recueillant les eaux d'une décharge (venant du Nord) de lacs non identifiés, jusqu'à la confluence de la rivière Saffray (venant du Sud-Est) ;
- 21,8 km vers le Sud-Ouest en contournant une île en fin de segment, jusqu'à la rive Sud-Est du lac Fromont (rivière Eastmain) ;
- 15,8 km vers le Nord en traversant le lac Fromont (rivière Eastmain) (longueur : 22,0 km) jusqu'à son embouchure ;

Partie supérieure de la rivière Eastmain (en aval du lac Fromont) (segment de 101,7 km)
À partir de l'embouchure du lac Fromont (rivière Eastmain), le courant coule sur :
- 7,1 km vers le Nord jusqu'à un coude de rivière correspondant à la décharge (venant du Nord-Est) de lacs non identifiés ;
- 18,4 km vers le Sud-Ouest en formant un crochet vers le Nord-Ouest en fin de segment jusqu'à une île non identifiée ;
- 8,0 km vers le Nord-Ouest en passant du côté Nord-Est d'une île non identifiée (longueur : 8,9 km) ;
- 7,1 km vers le Sud-Ouest en passant du côté Nord-Ouest d'une île non identifiée ;
- 11,3 km vers le Sud-Ouest en traversant un plan d'eau non identifié (altitude : 474 m) sur sa pleine longueur ;
- 16,3 km vers l'Ouest en contournant huit îles principales (répartis surtout dans un espace de 5,4 km) jusqu'à la confluence avec le chenal Nord de l'île Bohier. D'une longueur de 10,1 km ce chenal orienté vers le Nord-Ouest écourte le cours normal de la rivière Eastmain de 13,7 km ;
- 12,5 km vers le Sud-Ouest en longeant deux îles dont l'île Bohier du côté Sud, jusqu'à un coude de rivière correspondant à une décharge (venant du Sud-Ouest) de lacs non identifiés ;
- 21,0 km vers le Nord-Est en longeant l'île Bohier du côté Ouest, jusqu'à un coude de rivière (intégré au lac Hecla ;

Partie intermédiaire de la rivière Eastmain (en aval du lac Hecla) (segment de 157 km)
À partir du coude de la rivière (intégré au lac Hecla), le courant coule sur :
- 21,4 km vers le Sud-Ouest en traversant un plan d'eau intégré au lac Hecla jusqu'à la confluence de la rivière Misask (venant du Nord-Est) ;
- 60,0 km vers le Sud-Ouest jusqu'à un coude de rivière correspondant à la confluence d'une rivière (venant de l'Est) drainant un ensemble de lacs dont le lac Lavallette ;
- 31,2 km vers le Sud-Ouest recueillant la décharge (venant de l'Est) d'un ensemble de lacs dont le lac Clauzel, jusqu'à un coude de rivière correspondant à la partie Nord-Est d'une île ;
- 15,4 km vers le Sud notamment sur 3,8 km en passant à l'Est d'une île (longueur : 5,2 km), puis l'Ouest, jusqu'à la décharge du lac Chamic (venant du Sud-Est). Note : Le chenal contournant cette île du côté Ouest reçoit la décharge (venant du Nord) d'un ensemble de lacs dont le lac Meneval ;
- 12,7 km vers le Sud-Ouest en contournant deux îles (longueur : 7,6 km et 2,0 km), jusqu'à la confluence de la rivière Cauouatstacau (venant du Nord) ;
- 16,3 km vers le Sud-Ouest jusqu'à la confluence de la rivière Tichégami (venant du Sud-Est).

Partie intermédiaire de la rivière Eastmain (en aval de la rivière Tichégami) (segment de 306,9 km)
À partir de la confluence de la rivière Tichégami, le courant coule sur :
- 35,3 km vers l'Ouest formant la limite Sud de la Réserve Mistassini ;
- 9,7 km vers l'Ouest dans la réserve Mistassini en contournant l'île Le Veneur (longueur : 23,6 km), jusqu'à l'embouchure du lac de la Marée ;
- 16,9 km vers l'Ouest en contournant deux grandes îles (longueur : 9,1 km et 3,3 km), jusqu'à l'embouchure du lac Nasacauso ;
- 13,1 km vers le Nord en recueillant le chenal Nord (contournant l'île), en traversant la Gorge Ross, jusqu'à la confluence de la rivière Ross (rivière Eastmain) ;
- 27,1 km vers le Nord-Ouest en contournant deux grandes îles jusqu'à un coude de rivière correspondant à l'embouchure d'un lac non identifié (venant de l'Est) ;
- 34,0 km vers l'Ouest, en formant une courbe vers le Sud, puis un crochet vers le Nord en fin de segment, jusqu'à la décharge du lac Bauerman (venant du Nord-Est) ;
- 35,1 km vers l'Ouest en contournant trois îles jusqu'à la décharge (venant du Nord-Est) des lacs Village ;
- 21,1 km vers le Sud-Ouest en contournant deux îles en fin de segment, jusqu'à un ruisseau (venant du Sud) ;
- 24,9 km vers le Sud-Ouest jusqu'à la sortie de la baie Kamisach (venant de l'Ouest) ;
- 6,0 km vers le Nord-Ouest en formant deux courbes vers le Nord-Est jusqu'à la confluence de la rivière Nicolas (venant du Nord-Ouest) ;
- 24,7 km le Nord-Est en passant du côté Ouest du "Grand Détour" et en contournant sept îles importantes jusqu'à un coude de rivière correspondant à la confluence de la rivière à l'Eau Claire (rivière Eastmain) (venant du Nord-Est) ;
- 23,4 km vers l'Ouest en traversant les rapides Naturastin, puis le Nord-Ouest, jusqu'au réservoir Opinaca ;
- 35,6 km vers l'Ouest en traversant la partie Sud du réservoir Opinaca jusqu'au barrage.

Partie inférieure de la rivière Eastmain (segment de 180,7 km)
À partir du barrage du réservoir Opinaca, le courant de la rivière Eastmain coule sur :
- 9,3 km vers l'Ouest en formant une courbe vers le Nord, jusqu'à la rivière Wabistane (venant du Sud-Ouest) ;
- 6,0 km vers l'Ouest en contournant deux îles en fin de segment, jusqu'à la rivière Causabiscau (venant du Sud-Ouest) drainant un ensemble de lacs dont le lac Causabiscau ;
- 34,9 km vers le Nord-Ouest en contournant 18 îles dont trois plus grandes, en descendant quelques rapides, en recueillant les eaux du ruisseau Wapatikw (venant de l'Est) en passant dans la Gorge Congigmerate, jusqu'au pont routier enjambant la rivière Eastmain ;
- 64,3 km vers l'Ouest en traversant les "Rapides Misliuchikamikw" et la Gorge Clouston, ainsi qu'en recueillant les eaux du ruisseau Kauskatachinu (venant de l'Est), jusqu'à la rivière Miskimatao (venant de l'Est) :
- 22,7 km vers l'Ouest en traversant la "Chute Island", les Rapides Kaushatichun" et la Chute Talking", jusqu'à la rivière Opinaca (venant du Nord-Est) ;
- 15,0 km vers l'Ouest, jusqu'à la rivière à l'Eau Froide (venant du Sud-Est) ;
- 18,8 km vers l'Ouest, jusqu'à la confluence avec la rivière la Pêche (Eastmain) (venant du Nord-Est) ;
- 9,7 km vers l'Ouest en passant devant le village de Eastmain (situé sur la rive Sud), jusqu'à l'embouchure de la rivière[3].

La rivière Eastmain se déverse sur une zone de grès s'étendant sur 1,9 km sur la rive Est de la baie James presque en face de l'Île Charlton (distance : 28,8 km au Sud-Ouest). Cette embouchure se situe à :
- 15,0 km au Sud de l'embouchure de la rivière Conn ;
- 31,3 km au Nord de l'embouchure de la rivière Jolicœur ;
- 118,8 km au Nord de l'embouchure de la rivière Nottaway[3].